# Water Music
Water Music (Vattenmusik, tyska: Wassermusik) (HWV 348–350) är en samling orkestersatser, oftast betraktade som tre sviter komponerade av Georg Friedrich Händel. Water Music uruppfördes på sommaren, den 17 juli 1717, då kung Georg I av Storbritannien beställt en konsert på floden Themsen. Musiken framfördes av femtio musiker som spelade från en pråm nära den kungliga pråmen från vilken kungen lyssnade tillsammans med några vänner. Bland dessa var Catherine Parry, hertiginna av Bolton, Harriet Pelham-Holles, hertiginna av Newcastle-upon-Tyne, hertiginnan av Godolphin, Madam Kilmarnock, och George Douglas-Hamilton, 1st Earl of Orkney. Kungen sägs ha uppskattat musiken så mycket att han beordrade de uttröttade musikerna att spela den tre gånger.

## Musiken och instrumenteringen
Alla barockorkesterns instrument var med på pråmen utom cembalon som var för stor att ta med.
Instrumenteringen varierar mellan satserna i sviten, men besättningen var en flöjt, två oboer, en fagott, två horn, två trumpeter, stråkar och basso continuo. Denna besättning var passande för utomhuskonserter. I ett partitur från tiden finns en del av musiken arrangerad för en mindre orkester, möjligen den som Händel hade vid sin tid runt 1717 på Cannons. 
Water Music börjar med en fransk ouvertyr och innehåller menuetter, bourréer och "hornpipes" som var en engelsk dansrytm under barocken. Musiken består av tre sviter.
Svit i F-dur, HWV 348
1. Overture (Largo – Allegro)
2. Adagio e staccato
3. Allegro – Andante – Allegro da capo
4. Minuet
5. Air
6. Minuet
7. Bourrée
8. Hornpipe
9. Allegro (ingen särskild tempomarkering)
10. Allegro (variation)
11. Alla Hornpipe (variation)

Svit i D-dur, HWV 349
1. Overture (Allegro)
2. Alla Hornpipe
3. Minuet
4. Lento
5. Bourrée

Svit i G-dur, HWV 350 
1. Allegro
2. Rigaudon
3. Allegro
4. Minuet
5. Allegro